# Дампьер (сеньория)
Дампьер-сюр-л’Об (фр. Dampierre) — сеньория в Шампани (Франция) с центром в городе Дампьер-сюр-л’Об (фр. Dampierre-sur-l’Aube), в современном французском департаменте Об неподалеку от города Труа.  Названия сеньории усвоил французский знатный род Дампьеров, игравший заметную роль в истории северной Франции и Нидерландов в XIII—XIV веках. Существовали также несколько других сеньорий Дампьер, располагавшихся в других регионах Франции.

## История
Первые упоминания о сеньорах де Дампьер относятся к XI веку, когда Дампьер принадлежал Витье де Моэслен (ум. ок. 1080), сеньору де Моэслен, упомянутый ранее 1063 года. Уже его сын, Тибо I, усвоил родовое прозвание «Дампьер».
Благодаря удачным бракам, потомки Тибо I расширили свои владения, получив также наследственную должность коннетабля Шампани. А в 1223 году Гильом II де Дампьер женился на Маргарите, младшей сестре Жанны, графини Фландрии и Эно. Этот брак вызвал скандал: в 1216 году папа Иннокентий III признал недействительным первый брак Маргариты с Бушаром д’Авен, но официально брак не был расторгнут. Поскольку Маргарита после смерти сестры в 1244 году унаследовала Фландрию и Эно, то возник конфликт между детьми Маргариты от двух браков за её наследство. Этот спор между Дампьерами и Авенами не утихал несколько десятилетий. Авены заявляли о своем праве первородства, а Дампьеры не признавали наследниками сводных братьев, называя их бастардами. В 1246 году в преддверии крестового похода король Франции Людовик IX и папский легат Эд де Шатору добились примирения сторон, предоставив Эно Авенам, а Фландрию — Дампьерам. Маргарита присвоила титул графа Фландрии своему старшему сыну от второго брака Гильому III де Дампьеру, а графом Эно стал Жан I д’Авен. 19 мая [1250 года Гильом подписал с Жаном I д’Авен соглашение по поводу Намюра, оммаж на которое в 1249 году Маргарита уступила Жану. В том же году Римская курия признала наконец законные права Авенов. Но 6 июня 1251 года на турнире группа рыцарей убила Гильома. В убийстве обвинили Авенов, после чего борьба возобновилась снова.
Гильом детей не оставил. Маргарита признала своим наследником во Фландрии другого сына, Ги, а Дампьер, Сен-Дизье и другие родовые владения Дампьеров достались следующему сыну, Жану I. В отсутствие Людовика IX, который был в Святой земле, Ги принес оммаж его жене, Бланке Кастильской в 1252 году. При этом граф Голландии и император Вильгельм II, союзник Авенов, на основании того, что Маргарита не принесла ему оммаж за владения на территории Священной Римской империи, объявил их конфискованными, что привело к войне.
В 1253 году Ги Фландрский и Жан I де Дампьер с другими французскими баронами предпринял попытку захватить Зеландию. Но высадка на Вальхерене закончилась неудачно. В июле 1253 года оба брата и многие французские бароны попали в плен к Флорису, брату императора Вильгельма II. Французских баронов Флорис отпустил, а Ги с Жаном были отпущены только в 1256 году, когда графиня Маргарита согласилась уплатить большой выкуп.
После смерти Жана I его владения были разделены между двумя сыновьями. Дампьер достался старшему сыну, Жану II. Однако его сыновья детей не оставили, потому Дампьер унаследовала дочь, Маргарита, которая вышла замуж за Гоше VI де Шатильона, графа де Порсьен, старший сын коннетабля Франции Гоше V де Шатильона, а затем её второй сын Жан I де Шатильон-Дампьер.
Потомки Жана управляли Дампьером до второй половины XV века. Последним правителем Дампьера из дома Шатильонов был Валеран де Шатильон-Дампьер, последний раз упоминаемый в 1471 году. Он оставил только дочерей, из которых Дампьер унаследовала старшая, Маргарита, которая была замужем за Филиппом де Ланнуа, сеньором де Вильерваль.

## Список сеньоров де Дампьер
Дампьеры
- Витье де Моэслен (ум. ок. 1080), сеньор де Дампьер и де Моэслен;
- Тибо I де Дампьер (ум. ок. 1107/1108), сеньор де Дампьер, де Сен-Дизье и Моэслен с ок. 1080, сеньор де Монтреаль, виконт де Труа, сын предыдущего;
- Ги I де Дампьер (ум. 1151), виконт де Труа, сеньор де Дампьер, де Сен-Дизье, де Моэслен, де Сен-Жаст и де Монтреаль с 1107/1108, сын предыдущего;
- Гильом I де Дампьер (ок. 1131 — ок. 1174), виконт де Труа, сеньор де Дампьер, де Сен-Дизье, де Моэслен, де Сен-Жаст и де Бутелье с 1151, коннетабль Шампани в 1170—1173, сын предыдущего;
- Ги II де Дампьер (ок. 1155 — 18 января 1216), виконт де Труа, сеньор де Дампьер, де Сен-Дизье, де Бюр, де Сен-Жаст и де Монлюсон с ок. 1174, коннетабль Шампани в 1183, сеньор де Бурбон (по праву жены) с 1196, сын предыдущего;
- Гильом II де Дампьер (ум. 3 сентября 1231), сеньор де Дампьер, де Сен-Дизье и де Нуайель с 1216, губернатор Фландрии, сын предыдущего;
- Гильом III де Дампьер (1224 — 6 июня 1251), сеньор де Дампьер с 1231, граф Фландрии (под именем Гильом II) с 1246, сеньор де Куртре, сын предыдущего;
- Жан I де Дампьер (ум. 1258), сеньор де Дампьер, де Сен-Дизье и де Сомпис, виконт де Труа с 1251, коннетабль Шампани, брат предыдущего;
- Жан II де Дампьер (1251/1253 — до 11 ноября 1307), сеньор де Дампьер, де Сен-Дизье и де Сомпис, виконт де Труа с 1258, сын предыдущего;
- Жан III де Дампьер (ум. после 11 ноября 1307), сеньор де Дампьер, сын предыдущего;
- Маргарита де Дампьер (ум. 1316), дама де Дампьер, сестра предыдущего;
муж: с ок. 1305 Гоше VI де Шатильон (ум. 25 августа 1325), граф де Порсьен.

Шатильоны
- Жан I де Шатильон-Дампьер (ум. до сентября 1360), сеньор де Дампьер и де Сомпис с 1316, сын предыдущей;
- Жан II де Шатильон-Дампьер (ум. после 16 ноября 1368), сеньор де Дампьер и де Сомпис с ок. 1360, сын предыдущего;
- Гуго де Шатильон-Дампьер (ум. 1382/1390), сеньор де Дампьер и де , Сомпи и Рольянкур с ок. 1368, брат предыдущего;
- Жак I де Шатильон-Дампьер (ок. 1365 — 25 октября 1415), сеньор де Дампьер, де Сомпи и де Рольянкур с 1382/1390, адмирал Франции с 1408, сын предыдущего;
- Жак II де Шатильон-Дампьер (ум. после 1446), сеньор де Дампьер, де Сомпи и де Рольянкур с 1415, великий хлебодар Франции, сын предыдущего;
- Валеран де Шатильон-Дампьер (ум. после 1471), сеньор де Боваль с 1415, сеньор де Дампьер, де Сомпи и де Рольянкур после 1446, брат предыдущего
- Маргарита де Шатильон-Дампьер, дама де Дампьер, де Сомпи и де Рольянкур после 1471, дочь предыдущего
муж: Филипп де Ланнуа, сеньор де Вильерваль